# Матеос Йоану
Матеос Йоану (на гръцки: Ματθαίος Ιωάννου) е гръцки зограф, работил в Южна Македония в XIX век и допринесъл за появата на западно, неокласическо влияние в светогорската живопис.

## Биография
Матеос Йоану е роден в 1815 година в Коринт, тогава в Османската империя. Дълги години живее в Молдова, където може би изучава иконопис. Работи до 1840 година на Света гора, където рисува в много от манастирите като прилага еклектичен и модернистичен стил. По-късно се установява в Негуш, където се жени за Лемония, дъщеря на Серет Минас.
Йоану рисува и в църкви в Солун, Бер и Негуш. В периода 1858 - 1864 година изписва католикона на Кушнишкия манастир с помощника си монах Ананий, като в стенописите му там съчетават традиционната живопис с неокласицизма.
Умира в Бер в 1880 година.
Негов син и ученик е видният иконописец Христодулос Матеу.